# Korea

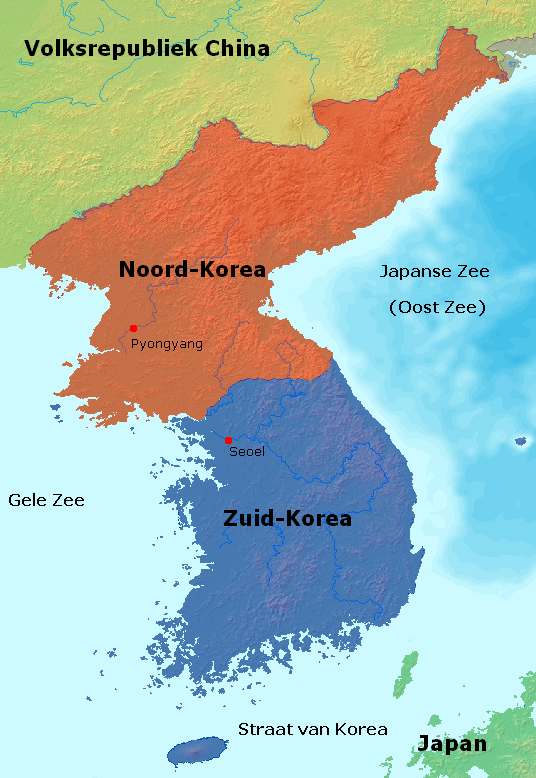
Kaart van Korea

Korea is een voormalige staat in Oost-Azië, bestaande uit een schiereiland, dat aan China en Rusland grenst, en van Japan gescheiden is door de Japanse Zee (in Korea Oostzee genoemd). De oppervlakte bedraagt 221.487 km². Het schiereiland is al twaalf- tot achttienduizend jaar bewoond. Eens was Korea een groot, verenigd land dat zich tot Mantsjoerije en Siberië uitstrekte. Korea was het centrum van de zijdehandel, en in de 7e en 8e eeuw gold het land als het centrum voor de beste goudsmeden. Lang voor Johannes Gutenberg gebruikte men hier al de drukpers. Korea is ook bekend om zijn traditioneel gerecht kimchi, een manier om groenten door fermentatie houdbaar te houden gedurende de winter.
In de eerste helft van de 20e eeuw was Korea gedurende 35 jaar geannexeerd door Japan. Na de Japanse nederlaag in de Tweede Wereldoorlog in 1945 werd het bewind over Korea verdeeld tussen de Sovjet-Unie en de Verenigde Staten. Als gevolg hiervan werd Korea in 1948 opgedeeld in twee onafhankelijke staten:
- de Democratische Volksrepubliek Korea (조선민주주의인민공화국), doorgaans als Noord-Korea aangeduid;
- de Republiek Korea (대한민국), doorgaans Zuid-Korea genoemd.

Dat de toevoegingen 'Noord' en 'Zuid' niet officieel zijn, is in overeenstemming met het feit dat beide landen zijn blijven streven naar hereniging. Door een oorlog in de jaren vijftig, en ondanks latere toenaderingspogingen, zijn de twee staten nog steeds gescheiden. Zuid-Korea ontwikkelde zich tot een moderne kapitalistische industriestaat met een snel groeiende economie; Noord-Korea is een dictatuur, met op basis van de juche-ideologie een centraal geleide economie en strevend naar zelfvoorziening.
Zowel de Noord- als de Zuid-Koreanen spreken Koreaans (Koreaans, transliteratie: Hangugmal). Het Koreaanse schrift heet het Hangul. De woorden en de grammatica zijn volgens sommige taalkundigen niet verwant aan andere talen in de omgeving, en de taal wordt daarom als een isolate taal beschouwd, maar dit staat ter discussie.

## De naam Korea
De westerse naam Korea is een verbastering van het woord Goryeo en verwijst naar de gelijknamige dynastie uit de 10e eeuw. De spelling 'Korea' werd voor het eerst gebruikt door Hendrik Hamel (1630-1692), een Nederlandse schipbreukeling die dertien jaar lang in Korea verbleef. De naam die Koreanen zelf aan hun land geven is geheel anders: in het zuiden wordt Korea Han-guk (한국) genoemd, 'land van Han', een afkorting van Dae Han Min Guk (대한민국); Noord-Korea wordt door de Zuid-Koreanen Buk-han (북한) genoemd, 'Noord Han'. In Noord-Korea gebruikt men de oude naam Joseon (조선) om hun land mee aan te duiden, terwijl Zuid-Korea Nam-Joseon (남조선) wordt genoemd, 'Zuid-Joseon'. In beide landen wordt de term Uri nara (우리 나라) gebruikt, wat 'Ons land' betekent.
In toeristische plaatsen in Noord-Korea en tijdens officiële overleggen wordt Zuid-Korea Nam-Cheuk (남측) genoemd. Noord-Korea wordt daar Buk-Cheuk (북측) genoemd. Cheuk kan vertaald worden als 'zijde', dus de zuidzijde en de noordzijde.

## Geografie en klimaat
De oppervlakte bestaat voor circa 80% uit bergland. De hoogste berg is de Paektusan (2774 m). De rivieren de Jaloe (Amnok-kang in het Koreaans), lengte 790 km en de Tumen (Tuman-gang in het Koreaans) ontspringen hier. De belangrijkste bergketen is de 600 kilometer lange T'aebaek-keten, die langs de oostkust loopt. In het zuiden liggen enkele grote bekkenlandschappen. De Toemen en de Jaloe vormen een natuurlijke grens met China (Mantsjoerije) en Rusland. Andere rivieren zijn de naar de Gele Zee stromende Han Gang (Han-rivier, ca. 500 km) en Taedong (die langs Pyongyang stroomt; 439 km) en de Naktong (521 km), die uitmondt in de Straat van Korea. Korea telt meer dan 3000 eilanden, waarvan Jeju het belangrijkste is. Tussen dit eiland en de zuidpunt van het schiereiland ligt de eilandenzwerm van de Koreaanse archipel.
Korea heeft een gematigd landklimaat. De winters zijn koud, met gemiddelden onder nul, en 's zomers stijgt de temperatuur boven de 25 °C. De verschillen tussen de regio's zijn groot. In het zuiden is het klimaat milder en valt er meer regen. De winter kenmerkt zich in de droge tijd door landwinden en de zomer in de regentijd door zeewinden. De maand juli is een regenmaand. De plantengroei en dierenwereld sluiten aan bij die van Noord-China.

## Taal
Koreaans is de officiële taal van zowel Noord- als Zuid-Korea en de Autonome Koreaanse Prefectuur Yanbian in Mantsjoerije, China. Wereldwijd zijn er naar schatting 80 miljoen mensen die Koreaans spreken. In Zuid-Korea zijn dat er ongeveer 50 miljoen en in Noord-Korea 23 miljoen.
De genealogische classificatie van het Koreaans is onderwerp van discussie. Sommige linguïsten plaatsen het in de Altaïsche taalfamilie, maar anderen beschouwen het als een isolaat, een taal die niet in een grotere familie valt onder te brengen. De Koreaanse taal is agglutinerend en in een zin komt het onderwerp altijd aan het begin en het werkwoord aan het eind. Het lijdend voorwerp staat er dan uiteraard tussenin. Net als het Japans en Vietnamees kent het Koreaans veel Chinese leenwoorden.
Modern Koreaans wordt tegenwoordig bijna alleen nog geschreven in hangul, een schrift dat in de 15de eeuw werd ontwikkeld door koning Sejong de Grote. Het schrift kent 24 'symbolen', jamo genoemd, waarvan 10 klinkers en 14 medeklinkers. Twee of drie symbolen vormen één letter.

## Geschiedenis

### Prehistorie

Ihwamun Koreaans keizerlijk zegel

Archeologische vondsten laten zien dat het schiereiland al achttien- tot twaalfduizend jaar geleden bewoond was. Een legende vertelt dat de eerste grote beschaving (Gojoseon) 2333 voor Christus door de Godmens Dangun in het leven werd geroepen.

### Drie Koninkrijken
Van 57 v.Chr. tot 668 bestonden de Drie koninkrijken van Korea. Dit waren Silla, Goguryeo en Baekje. Alle drie werden beïnvloed door China. In het jaar 372 werd het boeddhisme in Korea via China ingevoerd. In 660 verbond het koninkrijk Silla zich met de Tang-dynastie van China, en verenigde de drie koninkrijken. Tot het einde van de Sillaperiode in 918 bloeide het boeddhisme.

### Goryeo
Na de Sillaperiode volgde de Goryeodynastie, die heerste van 918 tot 1392. In deze periode werd een echt staatssysteem opgebouwd. In 1231 werd het schiereiland door de Mongolen veroverd. In de 150 jaren die volgden werd Goryeo door de Mongolen gedomineerd. Het woord Goryeo geldt als oorsprong voor de moderne benaming Korea.

### Joseon
In 1392 werd de Koreaanse generaal Yi Song-gye naar China gezonden om zich tegen de Ming-dynastie te verzetten. In plaats daarvan spande hij met de Chinezen samen. Hij kwam terug om de Goryeodynastie te bestrijden. Hierdoor kon de Joseondynastie zich naar voren schuiven. In 1394 werd Seoel de hoofdstad van Korea. In die periode, het jaar 1443 bedacht koning Sejong de Grote het Koreaanse fonetische alfabet Hangul.
Tussen 1592 en 1598 werd Korea verschillende malen door Japan aangevallen. Admiraal Yi Sun-sin, de beroemdste Koreaanse legeraanvoerder, was toen belast met de verdediging van het land. Korea is verschillende keren bezocht door Europese reizigers, maar deze werden allemaal gevangengenomen en kwamen niet meer terug. Tijdens een schipbreuk van de VOC in 1653 kwam Hendrik Hamel vast te zitten en wist na 13 jaar te ontsnappen uit het land. Hij was een van de eerste westerlingen die erin slaagde om informatie te kunnen geven over dit, in Europa, nog onbekende land.

Vlag van Korea tot 1910

Tijdens de 19e eeuw probeerde Korea zich tegen openheid naar de rest van de wereld te weren. Alle grenzen werden gesloten en alle contacten werden verbroken, met uitzondering van die met China. Als gevolg daarvan werd Korea het Kluizenaars Koninkrijk genoemd. In 1871 raakte Korea verwikkeld in een militair conflict met de Verenigde Staten, wat in Korea bekendstaat als de Shinmiyangyo.
Vanaf 1876 dwong Japan de Koreanen handelsbetrekkingen op. Na de Eerste Chinees-Japanse Oorlog (1894-1895), en de Russisch-Japanse Oorlog (1904-1905), werd Japan een dominante macht in Oost-Azië. Dit werd onderstreept door de moord op Min, de laatste koningin van Korea. Op 25 juli 1907 werd Korea een protectoraat van Japan en in 1910 werd het officieel geannexeerd.

### Japanse overheersing
Na de annexatie in 1910 was Korea een Japanse kolonie tot 15 augustus 1945, toen met de capitulatie van Japan een eind kwam aan de Tweede Wereldoorlog.
Tijdens de koloniale tijd werden de Koreanen vele rechten ontnomen, onder andere het recht op vereniging, vrijheid van meningsuiting en persvrijheid. Het Japanse schoolsysteem werd ingevoerd, en vakken als Koreaanse geschiedenis en Koreaanse taal werden door Japanse varianten vervangen.
In het hele land werden transport- en communicatienetwerken opgebouwd om de Japanse handel en koloniale economie te bevorderen. Koreanen werd echter verboden in de handel actief te zijn. Vele boeren verloren hun land, toen ze door Japanners werden onteigend. Dit was vooral het geval wanneer boeren hun grond niet door de machthebbers lieten registreren. Het systeem van gemeenschappelijke grond, dat in Korea heel gebruikelijk was, werd door Japan niet erkend.
Na de dood van voormalig koning Gojong vonden op 1 mei 1919 in het hele land demonstraties tegen de bezetters plaats. Een onafhankelijkheidsverklaring werd opgesteld in Seoel. Er werd geschat dat 2 miljoen mensen zich op straat begaven. Het vreedzame protest werd door de Japanners wreed de kop in gedrukt. Naar schatting werden 47.000 mensen gearresteerd, 7500 gedood en 16.000 verwond.
De demonstraties tegen Japan waren echter niet ten einde. Eind november 1929 protesteerden studenten in het hele land. De ijzeren heerschappij werd in 1931 weer ingevoerd. Na de Tweede Chinees-Japanse Oorlog (1937) en tijdens de Tweede Wereldoorlog probeerde de kolonisator Korea als natie uit te wissen. Het schoolsysteem werd compleet omgevormd, Koreanen moesten Japanse namen aannemen en traditionele feesten werden verboden. Kranten mochten niet meer in het Koreaans verschijnen en het werd verboden Koreaanse geschiedenis te doceren als vak op scholen en universiteiten. Honderdduizenden Koreanen werden naar Japan gedeporteerd en moesten in de mijnen en fabrieken werken. Vele mannen werden in het Japanse leger gerekruteerd om tegen China te vechten, terwijl vele vrouwen onder dwang in de prostitutie moesten werken om als troostmeisjes de Japanse soldaten te dienen.
Tijdens de Japanse bezetting bestond een regering in ballingschap in China. Op 11 december 1941 verklaarde deze regering in ballingschap Japan de oorlog en streed met haar vrijheidsleger mee met de geallieerden. Na de overgave van Japan trokken Sovjetlegers vanaf het noorden Korea in, die weinig tegenstand ondervonden. Japan capituleerde officieel op 15 augustus 1945 en de 35 jaar koloniale overheersing was voorbij. Korea werd op de 38e breedtegraad provisorisch opgedeeld in een Amerikaans en een Russisch deel.

### De deling van Korea

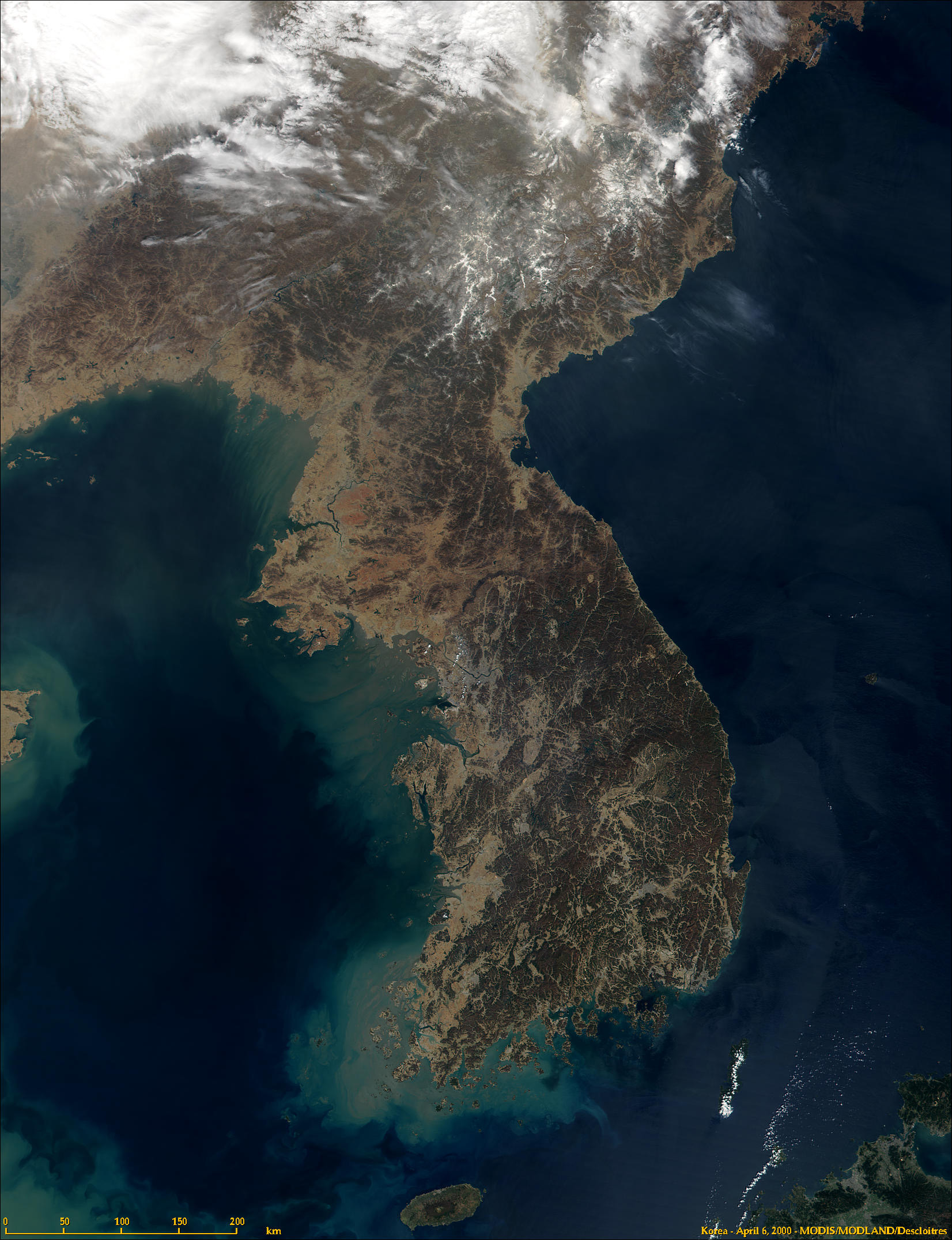
Satellietfoto Korea

Na de capitulatie van Japan werd het Koreaanse schiereiland het slachtoffer van een ideologische strijd tussen de VS en de USSR. Het land werd tijdens een spoedzitting van twee Amerikaanse generaals in twee helften gesplitst. Deze deling werd aan de Sovjet-Unie voorgesteld en die accepteerde dit. Na 8 september 1945 viel het zuiden onder het bewind van de Verenigde Staten en het noorden kwam onder Sovjet-bestuur. De deling langs de 38e breedtegraad was oorspronkelijk als tijdelijke oplossing gedacht.
Op 1 december 1943 werd in Caïro door de bezettingsmachten besloten dat Korea snel (in due course) onafhankelijk zou worden. Later probeerden de VS en USSR om het land voor vijf jaar gemeenschappelijk te besturen, maar dit bleek niet haalbaar. In september 1947 bracht de VS het Koreavraagstuk in bij de Verenigde Naties.
Op 15 augustus 1948 werd de splitsing feitelijk bekrachtigd door de oprichting van een democratische republiek in het zuiden en, drie weken later op 9 september, een socialistische volksrepubliek in het noorden. Vijf van de voorheen 13 Koreaanse provincies kwamen in Noord-Korea te liggen. In 1947 telde Noord-Korea circa 8,5 miljoen inwoners en Zuid-Korea ongeveer 21 miljoen (1950). Het cijfer voor Zuid-Korea is inclusief circa 2,5 miljoen vluchtelingen uit Noord-Korea, Japan, en China die tussen oktober 1945 en mei 1948 het land binnenkwamen. Noord-Korea was relatief rijk aan grondstoffen; van alle steenkool op het Koreaanse schiereiland lag 98% in het noorden, 85% van alle geproduceerde wolfraam kwam uit het noorden en circa 80% van de goudproductie. Tijdens de langdurige Japanse bezetting was de industrialisatie ter hand genomen dankzij de elektriciteitsproductie van waterkrachtcentrales. Zuid-Korea is meer geschikt voor landbouw en de afwezigheid van grondstoffen en industrie maakte dat 70% van de beroepsbevolking in de landbouw werkzaam was.
Tegen het einde van dat jaar trokken de Sovjet-troepen zich terug uit Korea. Tienduizenden Koreanen die gevochten hadden in de Chinese burgeroorlog van 1945-1949, die gewonnen werd door de communisten onder leiding van Mao Zedong, keerden terug naar Korea. Zij versterkten de Chinese invloed op Noord-Korea. Militaire adviseurs van de Sovjets bleven op bescheiden schaal actief in Noord-Korea en de Sovjet-Unie leverde ook veel militair materieel dat overbodig was geworden na het beëindigen van de Tweede Wereldoorlog.

### Koreaanse Oorlog
Het ontstaan van de Koude Oorlog sloeg de oorspronkelijke hoop op een verenigd Korea de bodem in. Verkiezingen vonden plaats in zowel Noord- als Zuid-Korea. In het zuiden verleenden de Amerikanen de Koreanen zelfstandigheid. De Amerikanen ondersteunden de kandidaat Syngman Rhee, die in ballingschap op Hawaï had geleefd. Rhee werd in augustus 1948 de eerste president, nadat de verkiezingen door vele partijen waren geboycot. In het noorden hielden de Sovjets zich sinds het begin van hun bezetting op de achtergrond. In februari 1946 werd in het noorden een voorlopige regering rondom Kim Il-sung geformeerd, die later met een merkwaardige 100% steunverklaring van de bevolking bevestigd werd.
In juni 1950 brak de Koreaanse Oorlog uit en werd de scheiding van Korea definitief. In de drie jaar die volgden zouden twee miljoen mensen sterven. 123 Nederlandse, 106 Belgische en 2 Luxemburgse militairen sneuvelden in deze oorlog.

### Noord- en Zuid-Korea
Na de Koreaanse Oorlog bleven de twee landen gescheiden van elkaar voortbestaan. Na de val van het communisme in Oost-Europa isoleerde Noord-Korea zich van de rest van de wereld en de bevolking groeide op in armoede. Zuid-Korea ontwikkelde zich na een militair bewind tot een welvarende democratische staat.

## Koreaanse keuken
De Koreaanse keuken, gericht op de eenvoudige mens, is gebaseerd op rijst, groenten, vis, zeewier en tofoe (dubu in het Koreaans). Typische Koreaanse maaltijden staan bekend om het grote aantal bijgerechten (banchan) die rijst, soep en kimchi (gefermenteerde groenten) vergezellen. Drie, vijf en soms wel twaalf bijgerechten worden geserveerd, afhankelijk van de gelegenheid. Koreaans eten verkrijgt zijn smaak door combinaties van sesamolie, sojapasta, sojasaus, zout, knoflook, gember en, het belangrijkste ingrediënt, chilipepers, die de speciale pittige smaak geven.